# Трој (Алабама)
Трој (енгл. Troy) град је у америчкој савезној држави Алабама. По попису становништва из 2010. у њему је живело 18.033 становника.

## Демографија
Према попису становништва из 2010. у граду је живело 18.033 становника, што је 4.098 (29,4%) становника више него 2000. године.
| Група             | 2000.         | 2010.         |
| Белци             | 8.110 (58,2%) | 9.794 (54,3%) |
| Афроамериканци    | 5.373 (38,6%) | 7.035 (39,0%) |
| Азијати           | 96 (0,7%)     | 606 (3,4%)    |
| Хиспаноамериканци | 181 (1,3%)    | 357 (2,0%)    |
| Укупно            | 13.935        | 18.033        |